# Zosterop de Luzon
El zosterop de Luzon (Zosterornis striatus) és un ocell de la família dels zosteròpids (Zosteropidae).

## Hàbitat i distribució
Habita boscos, bambú i vegetació secundària de les terres baixes del nord de l'illa de Luzon, a les Filipines septentrionals.